# Antimilitarism
Antimilitarismen är en del av socialismens kamp mot kapitalismen, militarismen och de imperialistiska krigen, tre saker som antimilitarister anser hänger ihop. Antimilitarismen är inte pacifistisk utan menar snarare att soldaterna måste störta den egna regeringen med våld för att stoppa krigen. Antimilitarister kritiserar det statliga våldsmonopolet och förespråkar i stället arbetarklassens beväpnande. 

## Historia
Den socialdemokratiska rörelsen var traditionellt antimilitaristisk, och den Socialistiska internationalen hade som huvudmål att ena den internationella arbetarklassen och förebygga krig, men då Första världskriget bröt ut 1914 splittrades Internationalen och de olika socialdemokratiska partierna slöt upp bakom sina respektive borgerliga regeringar i den nationalistiska yran. 
Men den antimilitaristiska politiken hölls vid liv av de partier som var eller snart skulle utvecklas till att bli kommunistiska och bilda en ny international. Denna rörelses ledare var framför allt Jean Jaurès (Frankrike), Karl Liebknecht och Rosa Luxemburg (Tyskland), Lenin och Trotskij (Ryssland) och i Sverige Zeth Höglund och Ture Nerman. 